# Втрати 31-ї окремої механізованої бригади
У статті описано обставини загибелі бійців 31-ї окремої механізованої бригади.

## Обставини втрат

### 2023
- 4 червня 2023 — Баліцький Кирило Васильович. 23 березня 1990, с. Колодяжне. Загинув поблизу села Рівнопіль, Донецька область.[1]
- 4 червня 2023 — Анікушин Євген Миколайович. 22 вересня 1982, с. Свеса. Старший сержант, командир відділення 3 механізованого взводу 5 механізованої роти 2 механізованого батальйону. Загинув поблизу населеного пункту Сторожове Волноваського району Донецької області.[2]
- 04 червня 2023 — Лось Андрій Миколайович. Солдат, старший навідник-гранатометник. Загинув поблизу Волновахи[3].
- 04 червня 2023 — Бобровник Олександр Сергійович. Солдат, стрілець-санітар. Загинув поблизу села Володине на Донеччині[4].
- 5 червня 2023 — Ковтун Василь Михайлович. 20 жовтня 1974, с. Атюша. Загинув поблизу н.п. Новоочеретувате.[5]
- 5 червня 2023 — Іванов Олександр («Опер»). 47 років, м. Суми. Загинув поблизу села Новосілка на Донеччині.[6]
- 15 червня 2023 — Мельник Сергій («Мудрий»). 55 років, селище Попільня Житомирської області. Загинув біля села Рівнопіль на Донеччині.[7]
- 02 липня 2023 — Привалов Олександр Борисович. Сержант, оператор першого відділення 3 взводу ПТРК. Загинув внаслідок мінометного артилерійського обстрілу поблизу населеного пунту Рівнопіль Волноваського району Донецької області[8].
- 05 липня 2023 — Василенко Сергій Іванович. Від отриманих поранень помер в лікарні м. Запоріжжя[9].
- 13 листопада 2023 — Собченко Сергій Петрович, старший солдат. Загинув поблизу н.п. Новокалинове Покровського району Донецької області.
- [10]листопад 2023 — Крамаренко Олег, сержант. Загинув поблизу населеного пункту Архангельське, Донецької області.
- 17 листопада 2023 — Кас'ян Володимир Петрович.[11]
- 30 листопада 2023 — Крутой Роман. 1988, с. Острів. Загинув на Донеччині.[12]

### 2024
- 21 січня 2024 — Ганюк Микола Григорович, старший солдат. Загинув поблизу н.п. Новомихайлівка Покровського району.[13]
- 15 лютого 2024 — Максименко Олександр Володимирович, лінійний наглядач лінійно-кабельного відділення польового вузла. Загинув поблизу н.п. Костянтинівка Покровського району.[14]
- 30 березня 2024 — Горбатюк Сергій Петрович, старший сержант. Поранений, помер у лікарні.[15]
- 1 квітня 2024 — Корнієнко Анатолій Миколайович, сержант, стрілець-помічник гранатометника механізованого батальйону. Загинув поблизу н.п. Костянтинівка Покровського району.[16]
- 6 квітня 2024 — Шакун Олександр Олександрович, водій. Загинув в районі с. Курахівка Покровського району.[17]
- червень 2024 — Капшук Володимир Валентинович. Поранений, помер у лікарні.[18]
- 18 липня 2024 — Волковінський Сергій Павлович, стрілець-снайпер. Загинув поблизу с. Прогрес Покровського району.[19]
- 24 липня 2024 — Попов Олександр Миколайович, сержант, командир відділення. Загинув в районі населеного пункту Прогрес Покровського району Донецької області[20].
- 30 липня 2024 — Вика Іван Йосипович. 27.06.2001, с. Збиранка.[21]
- 15 вересня 2024 — Дудинець Максим. 21 рік, с. Верчани.[22]
- 16 жовтня 2024 — Герич Володимир. 18.07.2002, м. Львів.[23]